# Briana Williams
Briana Nichole Williams (* 21. März 2002 in Miami) ist eine jamaikanische Leichtathletin, die sich auf den Sprint spezialisiert hat. Mit der jamaikanischen 4-mal-100-Meter-Staffel wurde sie 2021 Olympiasiegerin und gewann bei den Weltmeisterschaften 2022 und 2023 eine Silbermedaille.

## Sportliche Laufbahn
Briana Williams wuchs in den Vereinigten Staaten auf nahm aber internationale 2017 für Jamaika an den CARIFTA-Games in Willemstad teil und gewann dort in 11,80 s die Bronzemedaille im 100-Meter-Lauf. Im Jahr darauf siegte sie dann in 11,27 s bei den CARIFTA-Games in Nassau und siegte zudem in 23,11 s auch über 200 Meter sowie in 44,95 s mit der jamaikanischen 4-mal-100-Meter-Staffel. Anschließend siegte sie bei den U20-Weltmeisterschaften in Tampere in 11,16 s über 100 Meter sowie in 22,50 s auch im 200-Meter-Lauf und stellte dort einen neuen Meisterschaftsrekord auf. 2019 siegte sie dann in 11,25 s über 100 Meter in der U20-Altersklasse bei den CARIFTA-Games in George Town und in 22,89 s siegte sie auch über 200 Meter sowie in 44,25 s in der 4-mal-100-Meter-Staffel. Anschließend verbesserte sie den jamaikanischen U18- und U20-Rekord über 100 Meter auf 11,10 s, 11,02 s und lief dann bei den Jamaikanischen Meisterschaften in Kingston und stellte dort mit 10,94 s eine U18-Weltbestleistung auf. Jedoch wurde sie dort positiv auf die verbotene Substanz Hydrochlorothiazid getestet. Aufgrund ihres jungen Alters wurde jedoch auf eine längere Sperre verzichtet und lediglich ihre Resultate bei den nationalen Meisterschaften gestrichen. Anfang Juli siegte sie dann in 11,11 s bei den U18-NACAC-Meisterschaften in Santiago de Querétaro und kurz darauf siegte sie in 11,38 s bei den U20-Panamerikameisterschaften in San José und gewann dort mit der 4-mal-100-Meter-Staffel in 44,36 s die Silbermedaille. 2021 nahm sie mit der jamaikanischen 4-mal-100-Meter-Staffel an den Olympischen Spielen in Tokio teil und siegte dort in neuer Landesrekordzeit von 41,02 s im Finale gemeinsam mit Elaine Thompson-Herah, Shelly-Ann Fraser-Pryce und Shericka Jackson.
2022 startete sie im 60-Meter-Lauf bei den Hallenweltmeisterschaften in Belgrad und belegte dort in 7,04 s den fünften Platz. Im Juli verhalf sie der jamaikanischen 4-mal-100-Meter-Staffel zum Finaleinzug bei den Weltmeisterschaften in Eugene und trug damit zum Gewinn der Silbermedaille bei. Anschließend gewann sie bei den NACAC-Meisterschaften in Freeport in 43,39 s gemeinsam mit Natalliah Whyte, Natasha Morrison und Megan Tapper die Bronzemedaille hinter den Teams aus den Vereinigten Staaten und den Bahamas. Im Jahr darauf kam sie bei den Weltmeisterschaften in Budapest im Vorlauf zum Einsatz und trug so zum Gewinn der Silbermedaille bei. 2024 schied sie bei den Hallenweltmeisterschaften in Glasgow mit 7,19 s im Halbfinale über 60 Meter aus.

## Persönliche Bestzeiten
- 100 Meter: 10,94 s (+0,9 m/s), 24. Juni 2022 in Kingston
  - 60 Meter (Halle): 7,04 s, 18. März 2022 in Belgrad
- 200 Meter: 22,50 s (−0,1 m/s), 14. Juli 2018 in Tampere (jamaikanischer U20-Rekord)